# Сент-Іасент
Сент-Іасент (фр. Saint-Hyacinthe) — місто у провінції Квебек (Канада), у адміністративному регіоні Монтережі. Головне місто регіонального муніципалітету Ле Маскутен (фр. Les Maskoutains).
Місто Сент-Іасент названо на честь Святого Яцека (фр. Hyacinthe de Cracovie).
Місто перетинає річка Ямаска.